# Fabián Villaseñor
Fabián Israél Villaseñor López (Guadalajara, 20 novembre 1982) è un ex calciatore messicano, di ruolo portiere.